# 大毘盧遮那成仏神変加持経

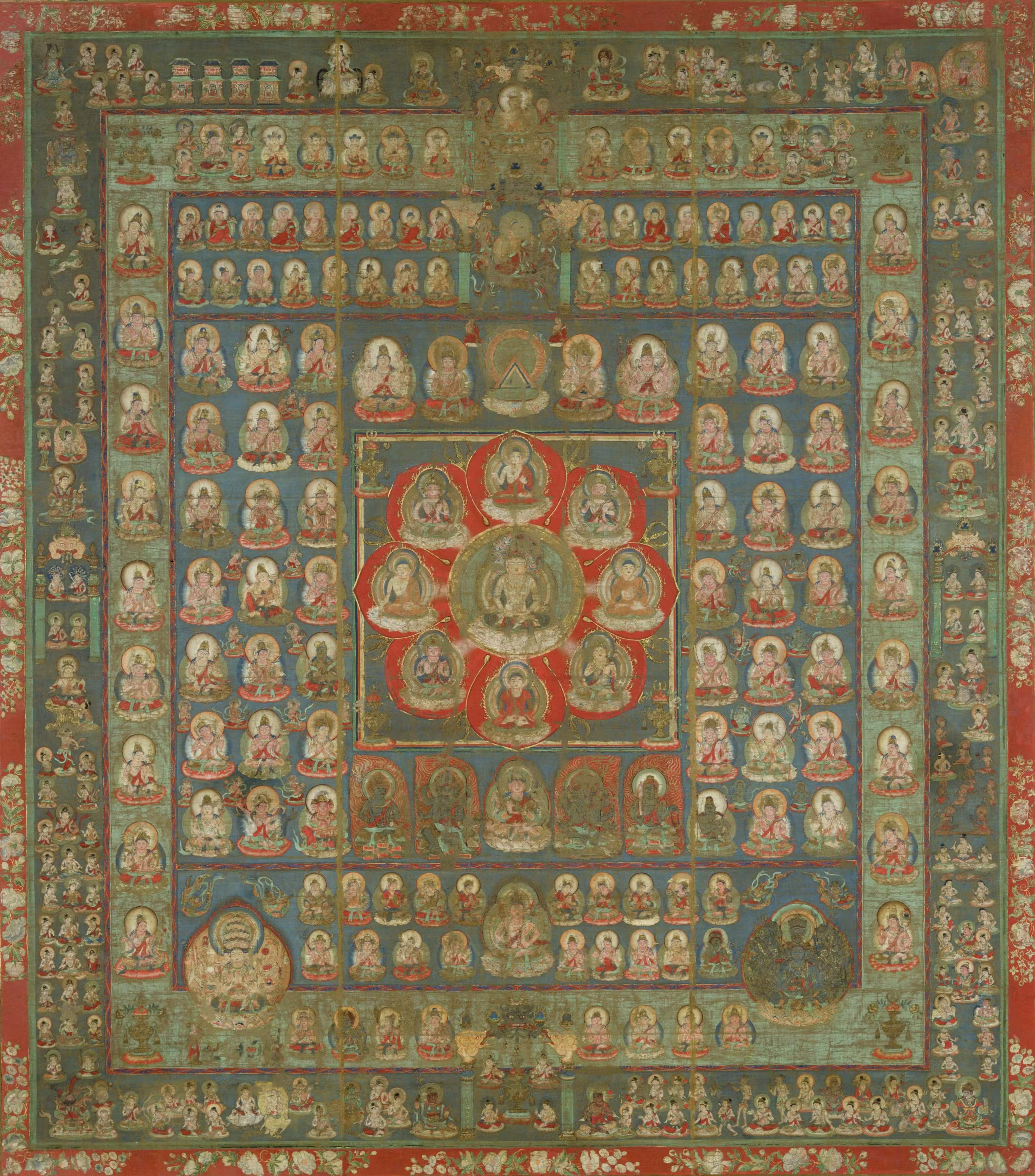
胎蔵曼荼羅

『大毘盧遮那成仏神変加持経』（だいびるしゃなじょうぶつじんべんかじきょう)、略して『大毘盧遮那経』（だいびるしゃなきょう)、あるいは『大日経』（だいにちきょう）は、大乗仏教における密教経典である。八世紀に、善無畏・一行の共訳による漢訳、およびシーレーンドラボーディとペルツェクの共訳であるチベット語訳が相次いで成立したが、梵文原典は現存しない。『金剛頂経』とともに真言密教における根本経典の一つとされる 。

## 成立時期
7世紀半の前後約30年間という栂尾祥雲1933年発表の説が一般に承認されている。500年ごろにはすでに成立していたという説もあるが定説とはなっていない。

## 構成
漢訳『大日経』は、全7巻36品であるが、この内最初の第1巻から第6巻の31品が中核で、第7巻5品は供養儀軌で善無畏が別に入手した梵本を訳して付加したものと見られている。
第1巻
- 入真言門住心品 第一

第2巻
- 入曼荼羅具縁真言品 第二
- 息障品 第三
- 普通真言蔵品 第四

第3巻
- 世間成就品 第五
- 悉地出現品 第六
- 成就悉地品 第七
- 転字輪曼荼羅行品 第八

第4巻
- 密印品 第九

第5巻
- 字転品 第一〇
- 秘密曼荼羅品 第一一
- 入秘密曼荼羅法品 第一二
- 入秘密曼荼羅位品 第一三
- 秘密八印品 第一四
- 持明禁戒品 第一五
- 阿闍梨真実智品 第一六
- 布字品 第一七

第6巻
- 受方便学処品 第一八
- 説百字生品 第一九
- 百字果相応品 第二〇
- 百字位成品 第二一
- 百字成就持顔品 第二二
- 百字真言法品 第二三
- 説菩提性品 第二四
- 三三昧耶品 第二五
- 説如来品 第二六
- 世出世護摩法品 第二七
- 説本尊三昧品 第二八
- 説無相三昧品 第二九
- 世出世持顔品 第三〇
- 嘱累品 第三一

第7巻
- 供養念誦三昧耶法門真言行学処品 第一
- 増益守護情浄行品 第二
- 供養儀式品 第三
- 持誦法則品 第四
- 真言事業品 第五

## 内容
内容は、真言宗のいわゆる事相 (行法) と教相 (教理) に相当する2つの部分から成り立つが、前者である胎蔵曼荼羅（の原形）の作法や真言、密教の儀式を説く事相の部分が大部分を占める。
仏部・金剛部・蓮華部の三部分類や、胎蔵界五仏の構成などについても説かれる。
また、この部分の記述は具体的であるが、師匠からの直接の伝法がなければ、真実は理解できないとされている。
教理
教相（教理）に相当するのは冒頭の「入真言門住心品」だけといってよく、ここで密教の理論的根拠が説かれている。構成は、毘盧遮那如来と金剛手（秘密派の主たるもの）の対話によって真言門を説き明かしていくという、初期大乗経典のスタイルを踏襲している。
要諦は、金剛手の問いに対し、毘盧遮那如来が一切智智を解き明かすことにあり、菩提心とは何かを説くところにある。
仏の言（のたま）わく、菩提心を因と為し、大悲を根本と為し、方便を究竟と為す。
秘密主、云何（いかん）が菩提とならば、謂（いわ）く実の如く自心を知るなり。
秘密主、是の阿耨多羅三藐三菩提は、乃至（ないし）、彼の法として少分も得可（うべ）きこと有ること無し。
何を以ての故に、虚空の相は是れ菩提なり、知解の者も無く、亦た開暁（のもの）も無し。
何を以ての故に、菩提は無相なるが故に。秘密主、諸法は無相なり、謂く虚空の相なり。
佛言菩提心爲因。大悲爲根本。方便爲究竟。
祕密主云何菩提。謂如實知自心。
祕密主是阿耨多羅三藐三菩提。乃至彼法。少分無有可得。
何以故。虚空相是菩提。無知解者。亦無開曉。
何以故。菩提無相故。祕密主。諸法無相。謂虚空相。

## テキスト

### 漢訳
インドから唐にやってきた善無畏（Śubhakarasiṃha、637-735）と唐の学僧である一行によって724年、あるいは725年に漢訳された。大正大蔵経版と流布本には細かな違いが存在する。また、台密で用いられる注釈書である『大日経義釈』に引用される訳文は前者二つともまったく異なっている。全36品。

### チベット語訳
750年-760年、あるいは九世紀初めにシーレーンドラボーディ（Śīlendrabodhi）とペルツェク（dPal brTsegs）によってチベット語に翻訳された。漢訳とは章分けと順序などが異なっている。全29品。漢訳における「供養品」は、一本の『rnam-par-snang-mdzad-chen-po mngon-par-byang-chub-par-gtogs-pa'i mchod-pa'i cho-ga』（大毘盧遮那現等覚所属供養儀軌）という名前の儀軌仏典として別訳されているため含まれていない。むしろ漢訳が経典と儀軌をまとめて一本としたという説もある。

### 梵文断片
原本となるサンスクリット原典はいまだ発見されていないが、引用により断片的なものは残っている。有名な「菩提心為因、大悲為根、 方便為究竟」句に対応する「tad etat sarvajñānāṃ karuṇāmūlaṃ bodhicittahetukam upāyaparyavasānam iti/」が知られる。

## 日本語訳・注釈書
- 權田雷斧譯 『國譯大毗盧遮那成佛神變加持經』（國譯大藏經 經部10巻 解題・原文は國民文庫刊行会、1917年。原文は弘教藏より収録、復刻版 第一書房、1974年） ISBN 9784804202518  。国会図書館デジタルコレクションに1935年第4版の影印が収録されている。（解題：83-95コマ、訓読：96-228コマ、原文：357-404コマ）
- 神林隆淨譯 『大毘盧遮那成佛神變加持經』（國譯一切經 印度撰述部 密教部1 大東出版社、1931年。改訂版（宮坂宥勝校訂）、1988年） ISBN 4500000127
- 河口慧海譯 『蔵文和譯 大日経』(西蔵経典出版所、1934年）
  - 改訂版 『蔵文和訳 大日経　河口慧海著作選集 第8巻』（日高彪編・校訂）、慧文社　2012年）ISBN 978-4-86330-055-2
- 宮坂宥勝訳注 『密教経典』（「仏教経典選8」筑摩書房、1986年／講談社学術文庫、2011年）。抄訳版
他に理趣経・大日経疏・理趣釈を収録
- 頼富本宏訳 『大乗仏典 中国・日本篇8　中国密教』（中央公論社、1988年） ISBN 978-4124026283 。抄版・現代語訳のみ
他に『「金剛頂経」(抄版)・「菩提心論」・「摂無礙経」を収録
- 福田亮成校註 『大日経　新国訳大蔵経 インド撰述部　密教部1』（大蔵出版、1998年） ISBN 4-8043-8015-9 。現代語での完訳版。